# 畜産
畜産（ちくさん）は、動物のうち家畜・家禽を繁殖、飼育または肥育し、乳製品、肉、卵、皮革など畜産物を得て生活に役立てる産業である。飼育する動物が水棲生物である場合は、養殖と呼ぶことが一般的である。畜産を営む農家は、特に畜産農家または畜産家と呼ばれる。
放牧により畜産をする場合には牧畜とも言う。乳を得ることを目的とする場合には酪農と言う。
畜産業を営むためには、「化製場等に関する法律」に基づく保健所（都道府県）の許可が必要になる。業としない場合でも、同一地域に一定数以上の家畜を飼育する際には該当する。
畜産は食糧確保の手段である一方で、後述するように、環境問題や倫理問題等の指摘もある。

## 歴史

### 畜産の誕生

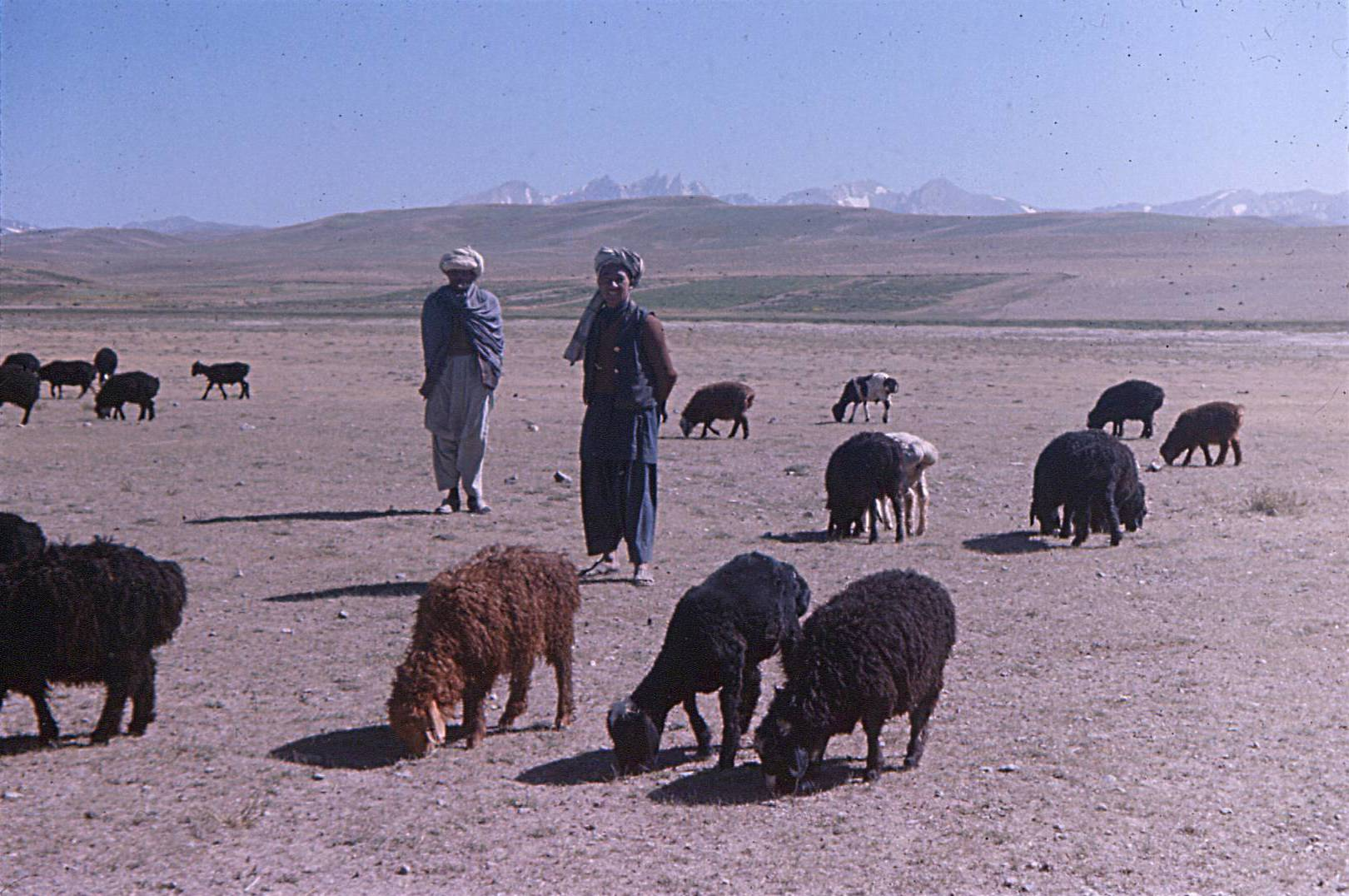
反すう動物の家畜化は、アフガニスタンのこれらの脂尾羊のように、中東と中央アジアの遊牧民に信頼できる食料源を提供した。

動物の家畜化は、狩猟が非生産的であったときに食料を手に入れる必要性によって推進された。家畜の望ましい特徴は、飼い主にとって有用であり、健康に育つ事ができ、自在に繁殖させることができ、容易に世話できるべきである。
動物の家畜化は単一の事象ではなく、異なる場所で異なる時期に繰り返される過程で起きた事象である。羊と山羊は中東の遊牧民に同行した動物であり、牛と豚はより定住したコミュニティと関連していた。
家畜化された最初の野生動物は犬であった。おそらく若い個体から始まる半野生の犬は、害獣の腐肉食動物や天敵として許容されていた可能性がある。犬は群れで狩りをするパックハンターであり、人間の群れの一部となって狩りに加わる傾向があった。被食動物であるヒツジ、ヤギ、ブタおよびウシは、農業の歴史の初期に徐々に家畜化された。
紀元前8500年から8000年にかけて、豚は近東で家畜化され、 紀元前8500年ごろには肥沃な三日月地帯の中または近くのヒツジとヤギ、 紀元前8500年ごろには現在のトルコとパキスタンの地域の野生のオーロックスのウシが家畜化された
牛は村の人にとって大きな利点であった。というのも、牛は子牛が必要とする以上に多くの乳を生産していたからである。強い力は働く動物として使うことができ、作物の生産を増やすために鋤を引いたり、作物を畑から家に持ち帰るためにそりを引いたり、後に荷車を引いたりすることもできたからである。最初に輓獣が使われたのは紀元前約4000年の中東で、農業生産は計り知れないほど増加した 。南アジアでは、象は紀元前6000年までに家畜化された。
紀元前5040年の化石化されたニワトリの骨が中国北東部で発見されている。彼らの野生の祖先が熱帯アジアのジャングルに住んでいた場所からは遠く離れているが、考古学者たちは家畜化の本来の目的は闘鶏のスポーツであったと考えている。
一方、南米では、ラマとアルパカは、おそらく紀元前3000年以前に、重荷を運ぶため、また羊毛のために家畜化されていた。どちらも、新世界の農業の発展を制限する鋤を引くほど強健ではなかった。
馬は中央アジアの草原に自然に生息しており、紀元前3000年ごろに黒海やカスピ海（地方で家畜化されたのは、もともとは食肉用であり、また、荷物を運ぶ駄獣として、人を運ぶ乗馬用に使われていた。同じころ、野生のロバがエジプトで飼いならされていた。その後すぐにラクダが飼いならされ、モンゴルのフタコブラクダとアラブのラクダは荷物運びのための家畜となった。紀元前1000年までに、アラブのラクダのキャラバンがインドとメソポタミアや地中海沿岸地域を結びつけていた。

### 古代文明

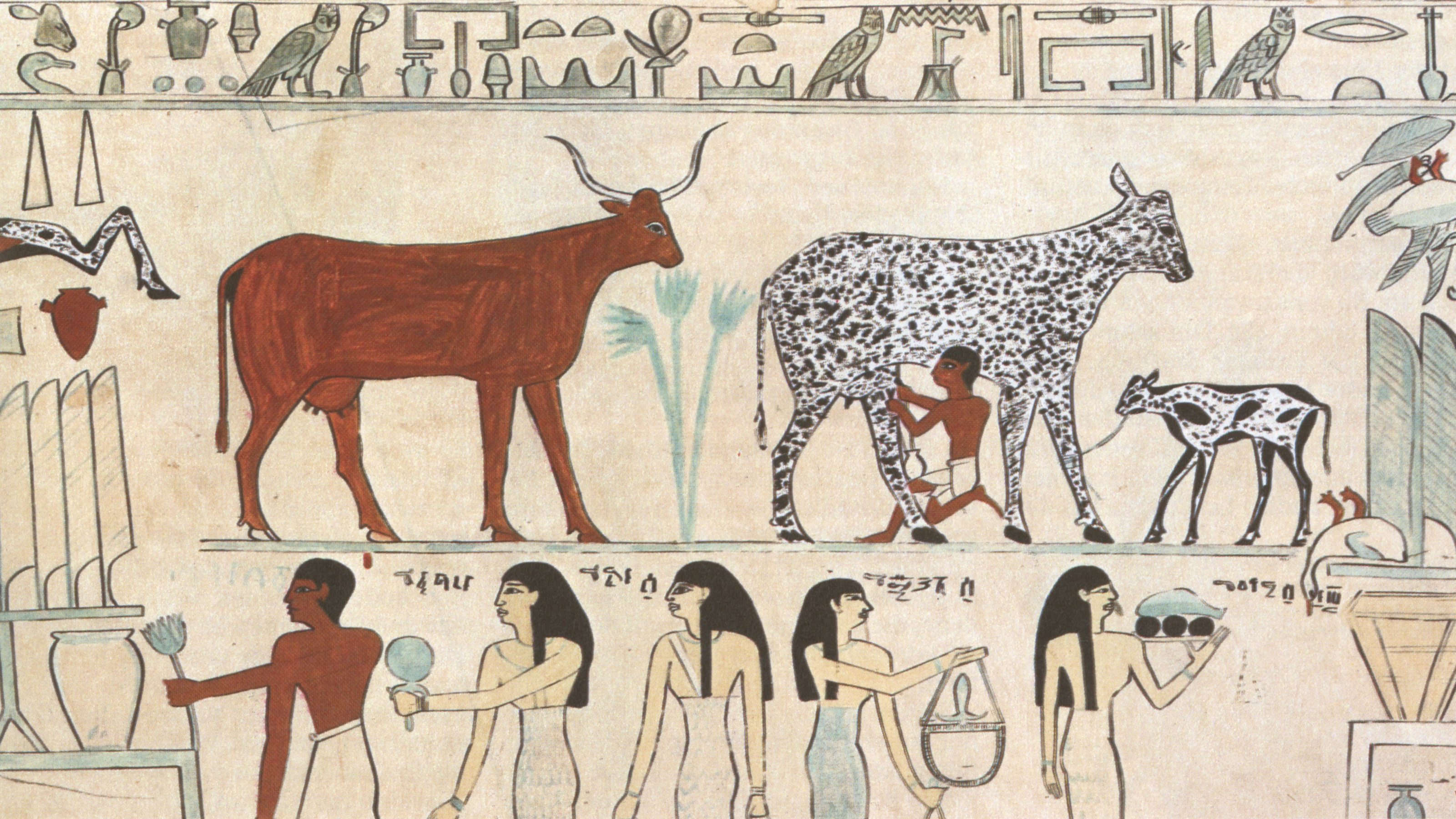
古代エジプトの乳牛

古代エジプトでは、ウシが最も重要な家畜であり、ヒツジ、ヤギ、ブタも飼われていた。アヒル、ガチョウ、ハトなどの家禽は、網で捕獲されて農場で飼育され、そこで強制的に練粉を与えられて肥えさせたとされる。
ナイル川は魚の豊富な供給源であった。ミツバチは少なくとも旧王国から家畜化され、蜂蜜と蜜蝋を供給していた。
古代ローマでは、古代エジプトで知られていたすべての家畜が利用可能であった。さらに、ウサギは紀元前1世紀までに食物として家畜化されていた。ウサギを巣穴から追い出すために、ケナガイタチはフェレットとして家畜化された。この方法はガイウス・プリニウス・セクンドゥスによって提唱されたものである

### 中世の畜産業

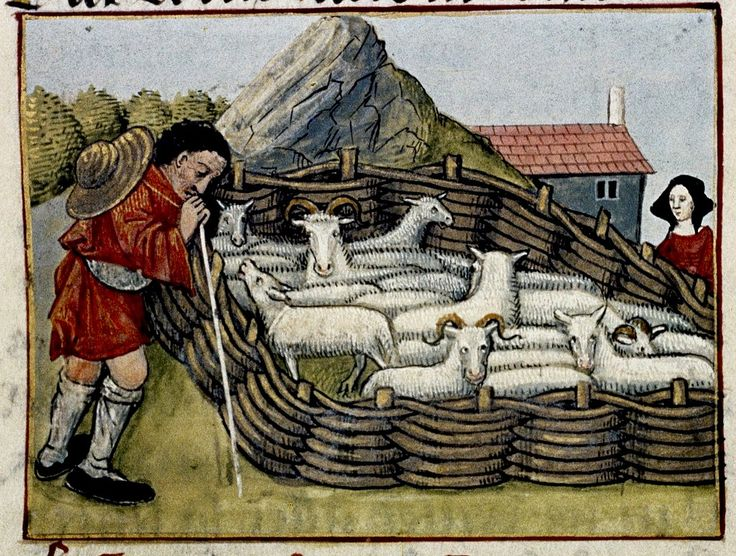
羊飼いと編み柵で飼われる羊。中世フランス。15世紀MS Douce 195。

ヨーロッパ北部では、ローマ帝国が崩壊したとき、畜産を含む農業が衰退した。しかし、動物の放牧などのいくつかの側面がこの期間も続き、11世紀までに経済は回復し、地方は再び生産的を取り戻した
ヨーロッパの中世における畜産の改良は他の発展と密接に関係していた。プラウ(鋤)の改良は土壌をより深く耕すことを可能にした。馬は牽引力の主な供給者として牛に取って代わり、輪作に関する新しい考え方が発達し、冬の飼料用の作物の栽培が盛んになった。 。豆(beans)、えんどう豆(pea)やヘアリーベッチ(vetches)が一般的になった。これらは窒素固定によって土壌の肥沃度を増加させ、より多くの家畜を飼養することを可能にした。

### コロンブス交換
南北アメリカ大陸の開拓と植民地化の結果、トウモロコシ、ジャガイモ、サツマイモ、キャッサバ（manioc）などの作物がヨーロッパに導入され、一方、旧世界の主要な家畜である牛、馬、羊、山羊は、小麦、大麦、米、カブとともに初めて新世界に導入された

### 農業革命

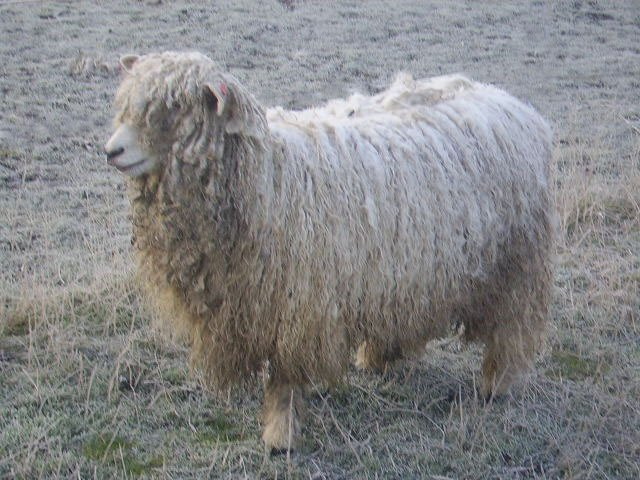
リンカーンロングウールは、18世紀にロバート・ベイクウェルによって品種改良された。

人為選択・品種改良は、18世紀のイギリスの農業革命の間にロバート・ベイクウェルによって科学的な実践として確立された。彼の最も重要な繁殖計画の一つは羊を利用したものであった。彼はネイティブストック（native stock ）を使って、長くて光沢のある羊毛を持つ、大きくて良い骨格の羊を素早く選ぶことができた。リンカーンロングウールはベイクウェルによって改良され、次にリンカーンロングウールはニューレスター(New Leicester. またはディシュリーレスターDishley Leicester)と呼ばれ、その後の品種の開発に使われた。それらには角無し、四角い体つきで、頭に真っ直ぐな線があった。これらの羊は広く輸出され、多くの近代的な品種に貢献してきた。彼の影響で、イギリスの農民は主に肉用に家畜を繁殖させるようになった。長い角のある未経産牛をウェストモーランドの雄牛と交配して、デイシュリーロングホーンを作った。
ヨーロッパの伝統的な農法によって形成された肥料を撒かない半天然の牧草は、放牧や草刈りによって管理されていた。この土地管理戦略の生態学的影響は、山火事のような自然の攪乱の影響と類似しているので、この農業システムは、生物多様性の促進を含む多くの有益な特性を自然生息地と共有している。しかし、この戦略は、今日のヨーロッパでは農業の強化によって衰退しつつある。その結果、農業の機械化や化学的手法などの原因により生物多様性を衰退させている。

## 農業

### システム

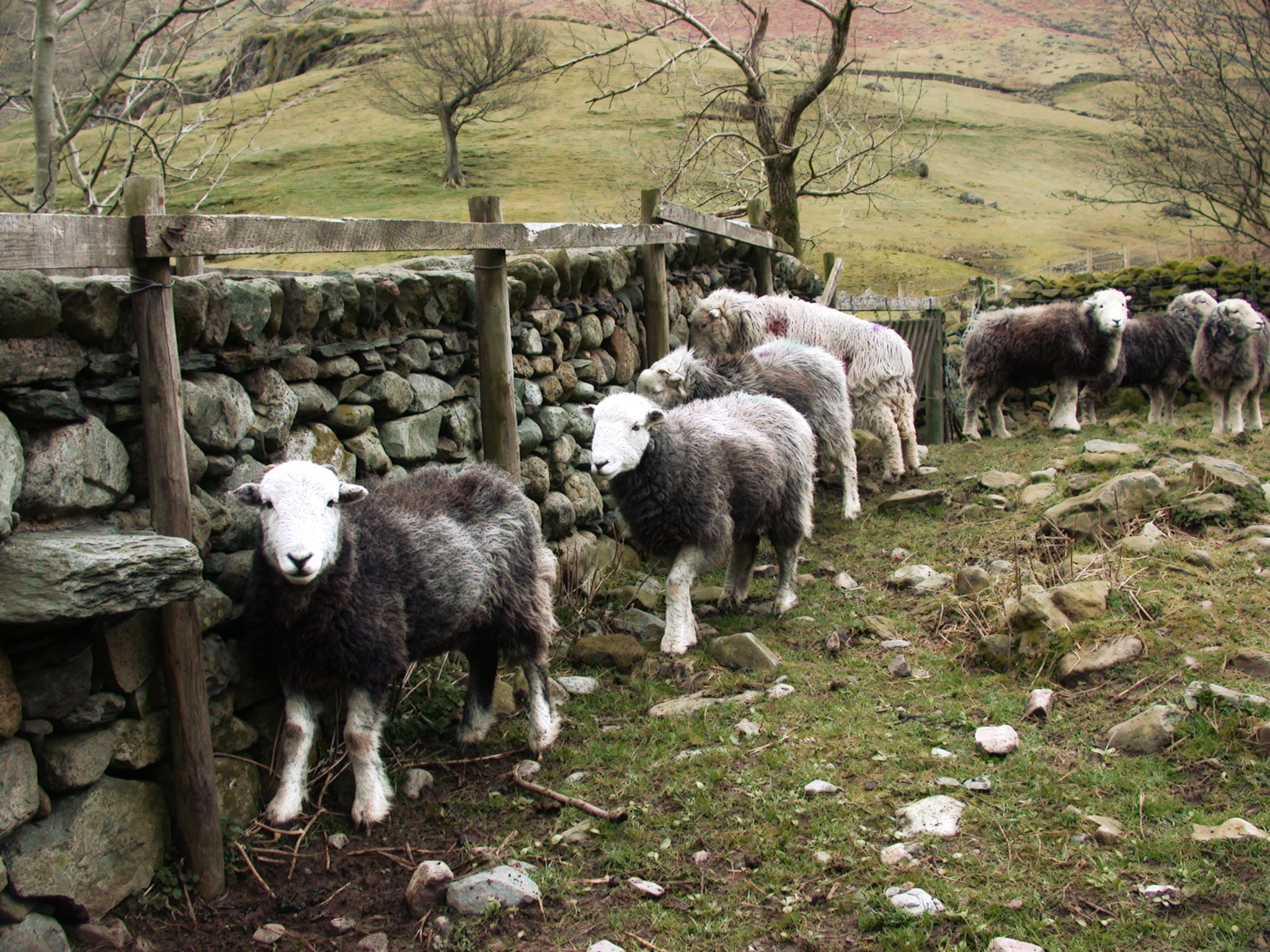
イギリス、湖水地方の広大な丘陵農業システムにおけるハードウィックシープ

伝統的に畜産は自給農業者の生活様式の一部であって家族が必要とする食物だけでなく燃料、肥料、衣服、輸送および畜力を生産していた。食料のために動物を殺すことは二次的な考慮事項であり、可能な限り羊毛、卵、乳および血液(マサイ族#生活・文化・習慣)のような生産物は動物がまだ生きている間に収穫された 。伝統的な移牧では、人と家畜は季節的に固定された夏の牧草地と冬の牧草地の間を移動していた。山岳地域では夏の牧草地は山にあり、冬の牧草地は谷にあった。
動物は広範囲または集中的に飼育することができる。広範なシステムでは、動物が自由に、または牧者の監督下で、しばしば捕食者から保護するために移動する。米国西部の放牧は、公共および民間の土地を広く放牧する大規模な牛群を含む。 南アメリカやオーストラリアなど、土地が広く降雨量の少ない地域にも同様のキャトルステーションと呼ばれる拠点があり、牧羊システムはヒツジ、シカ、ダチョウ、エミュー、ラマ、アルパカに用いられている。
イギリスの高地では、春になると生えてくる豊富な山草を手入れせずに羊を放牧し、年の終わりには低い高度に連れてきて、冬には補助的に餌を与える。農村部では、豚や家禽の餌を抑えながら、多くの栄養を得ている、アフリカの地域では、雌鶏は何ヶ月も餌を与えられずに生活し、週に1、2個の卵を生むことがある。

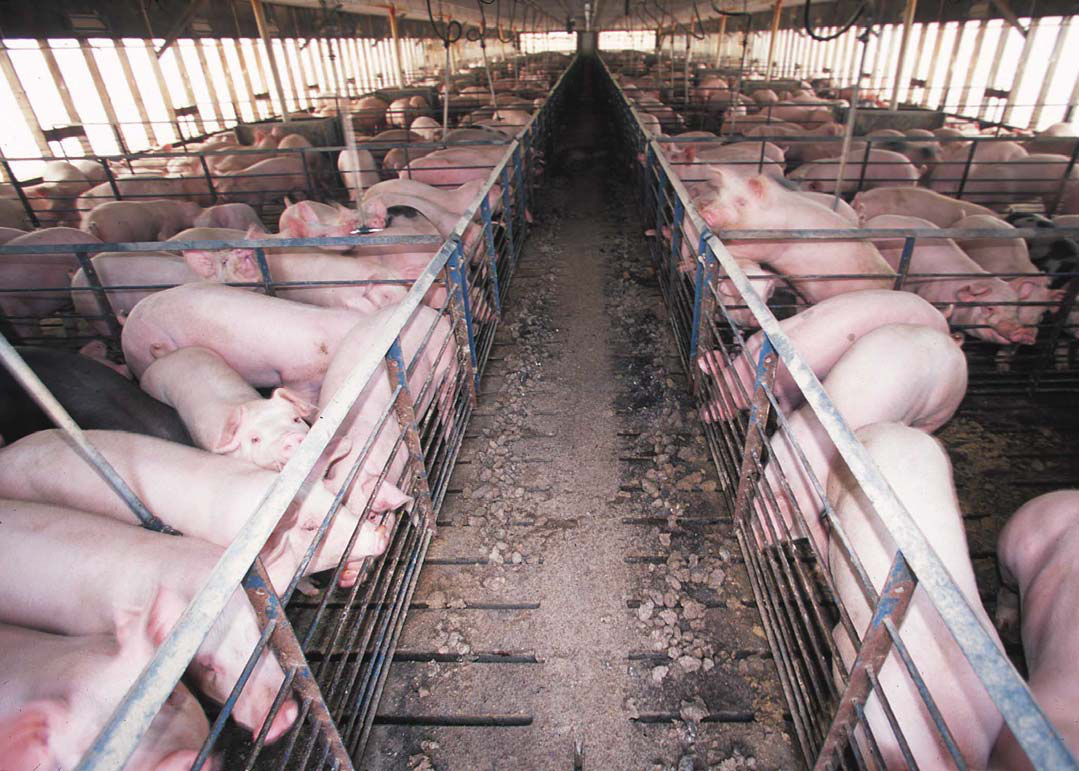
米国中西部 、豚の集約畜産

もう一方の極端な例として、世界のより発展した地域では、動物の多くは集約的に管理され、乳牛はすべての飼料を牛舎で与え放牧しない状態で飼育され、また、肉牛は高密度の飼養場で飼育される。 豚は気温制御された建物で飼育されており、一切屋外に出ないこともある。家禽は鶏舎で飼育され、照明制御された条件下で産卵する鳥としてケージに入れられていることがある。これらの両極端の間には、半集約的でしばしば家族経営の農場があり、そこでは家畜が一年の大部分を外部で放牧され、牧草が成長しなくなる時期をカバーするためにサイレージまたは干し草が作られ、肥料、飼料その他の投入材が外部から農場に持ち込まれる。

### 給餌

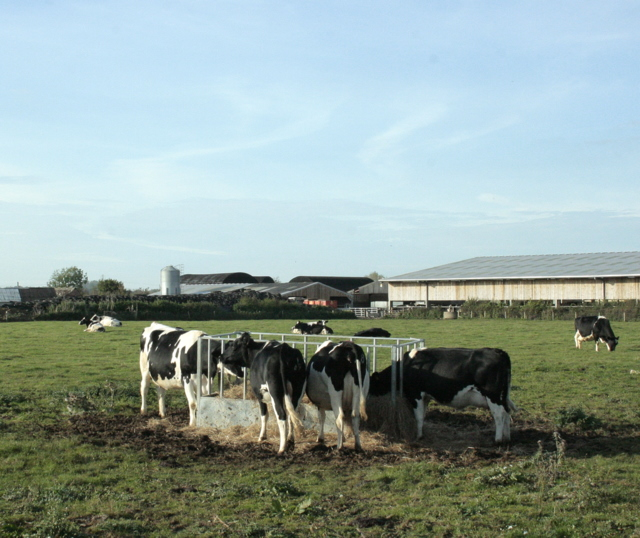
屋外給餌器の周りの牛。

家畜に利用される動物は草食が多く、雑食である豚と家禽は例外である。草食動物は、種子、果実、栄養価の高い若葉を選択的に食べる「濃厚飼料選択」、草を主に食べる「草食」、利用可能な植物材料の全範囲から餌を選ぶ「中間食」に分けられる。ウシ、ヒツジ、ヤギ、シカ、レイヨウは反すう動物であり、食物を2段階に分けて消化する。最初は普通に咀嚼と嚥下を行い、その後、半消化された反芻食塊を逆流させて再び咀嚼し、最大の食物価値を抽出する。
これらの動物の食事の必要性は大部分が草を食べることによって満たされる。草は葉の基部から成長し、大量に草を食べたり切ったりしても成長することができる。
多くの気候では、例えば温帯の夏や熱帯の雨季など、牧草の成長は季節的なものであるため、作物の一部の地域は刈り取って、保存するために干し草またはサイレージ(発酵させた草)として確保されている 他の飼料作物も栽培されており、これらの多くは、作物残渣と同様に、痩せた時期の家畜の栄養需要のギャップを埋めるために確保することができる。

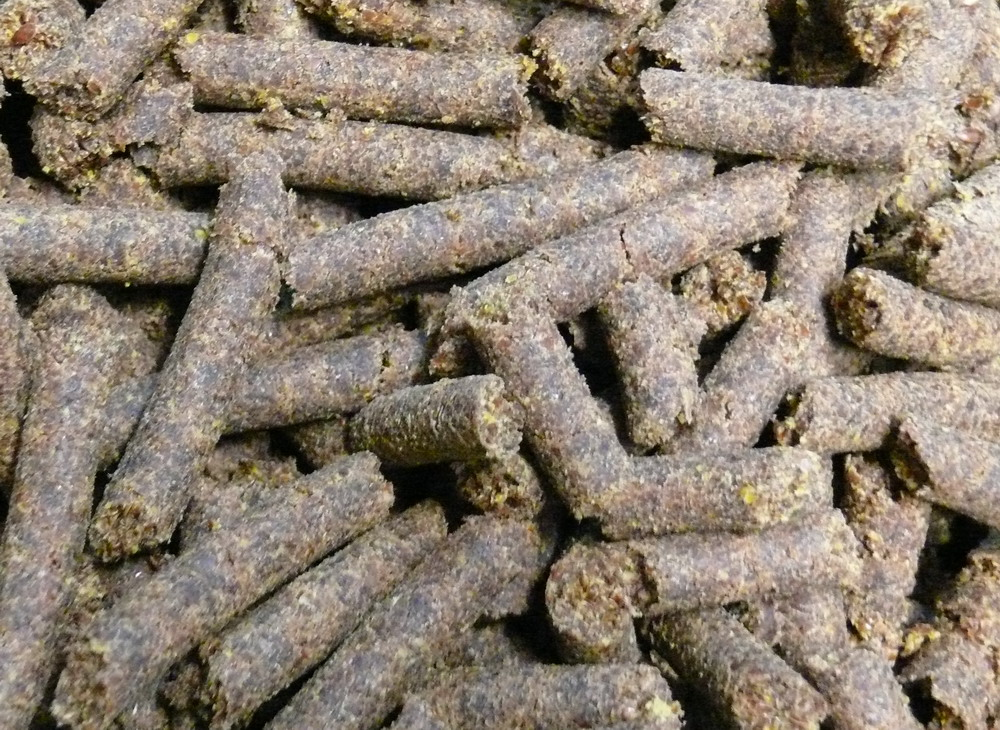
圧搾された亜麻仁の牛飼料ペレット

広範囲に飼育された動物は完全にまぐさだけで生活しているかもしれないが、より集中的に飼育された家畜はさらにエネルギーとタンパク質に富む飼料を必要とするであろう。エネルギーは主に穀物と穀物の副産物、油分と糖分に富む食物に由来し、タンパク質は魚粉や肉骨粉（BSE流行以降牛への使用は禁止されている）、ホエーなどの乳製品、豆類およびその他の植物性食品、多くは植物油抽出の副産物に由来する豚と家禽は非反芻動物であり、草やその他の牧草のセルロースを消化することができないため、完全に穀物やその他の高エネルギー食品を与えられている。動物の飼料の原料は農場で栽培することもできるし、異なる種類の家畜、それらの成長段階および特定の栄養所要量のために特別に調合された複合食品をペレット状またはキューブ状のものを購入する。ビタミンとミネラルは食事のバランスをとるために添加される Farmed fish are usually fed pelleted food.。

### 育種
家畜の繁殖は自然発生的に行われることはほとんどないが、望ましいと考えられる特性を与える目的で農業者によって管理されている。これらには、丈夫さ、繁殖性、従順性、マザーリング能力、速い成長速度、成長単位当たりの低い飼料消費量、より良い体の割合、より高い収量およびより良い繊維品質が含まれる。また、健康の欠陥および攻撃性などの望ましくない特性が選別される。
選択的繁殖は生産性の大幅な増加の原因となってきた。例えば、2007年には、8週齢の典型的なブロイラーの体重は、1957年には同齢の鶏の4.8倍であった、また、2007年までの30年間に米国の乳牛の平均乳量はほぼ2倍になった。

### 動物の健康

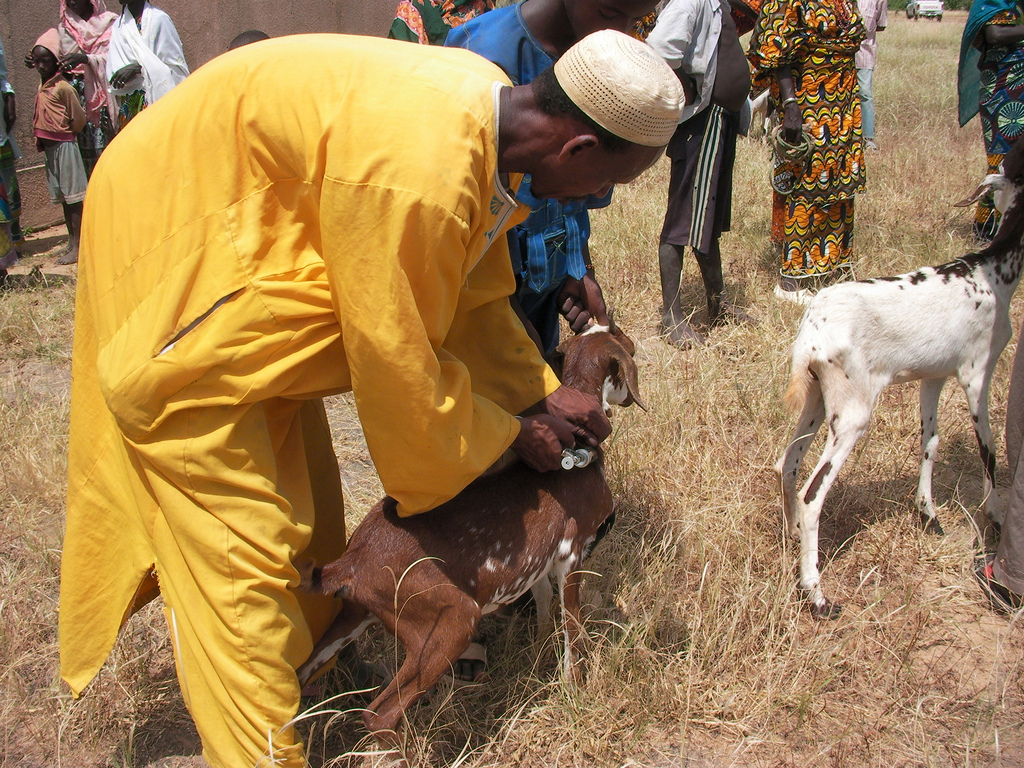
ニジェールのヤギの予防接種

良好な畜産、適切な給餌および衛生管理は、農場における動物の健康に寄与する主な要因であり、最大化された生産を通じて経済的利益をもたらしている。これらの予防措置にもかかわらず、動物が依然として病気になった場合には、農業者および獣医によって動物用医薬品で治療される。欧州連合では、農業者が自らの動物を治療する場合には、治療のためのガイドラインに従い、与えられた治療を記録することが要求される。 動物は、その健康に影響を及ぼす可能性のある多くの疾患および状態に影響を受けやすい。豚コレラおよびヒツジやヤギ類の神経系を冒す スクレイピーのように、ある種の家畜に特異的なものもあれば、口蹄疫のようにすべての偶蹄目に影響を及ぼすものもある。集約的な条件下で飼育される動物は体内および外寄生者になりやすい、ウオジラミの数の増加はスコットランドの養殖サケに影響を与えている。家畜の寄生虫の負担を減らすことは生産性と収益性の向上につながる。
状況が深刻な場合、政府は輸出入、在庫の移動、検疫制限、疑わしい症例の報告に規制を課している。ワクチンは特定の疾患に対して利用可能であり、抗生物質は適切な場合に広く使用されている。かつては、成長を促進するために特定の複合食品に抗生物質が日常的に添加されていたが、現在では多くの国で、家畜やヒトの抗菌薬耐性につながるリスクがあるため、この慣行は非難されている

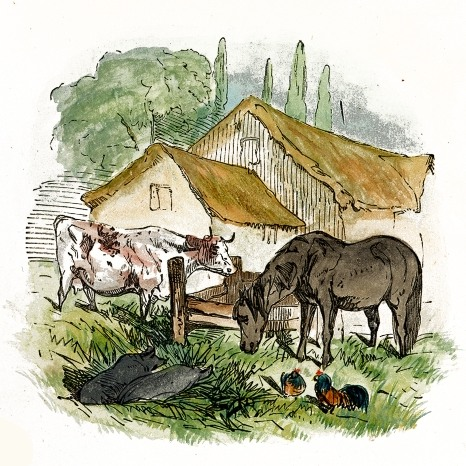
身近な家畜:牛、馬、豚、鶏を飼育した農家の水彩画（1869年）

政府は人獣共通感染症、すなわち人間が動物から感染する可能性のある病気に関心を持っている。野生動物の集団は、家畜に影響を及ぼす可能性のある病気を保有している可能性があり、それは不十分な感染対策の結果としてそれらに感染する可能性がある。1999年のマレーシアにおけるニパウイルスの集団感染は、ブタが果物を食べるオオコオモリの便および尿と接触した後に病気になったことに遡る。ブタはその感染をヒトに伝えた。鳥インフルエンザH5N1は野鳥の集団に存在し、渡り鳥によって長距離を移動することができる。このウイルスは、家禽およびその近傍に住むヒトに容易に伝播する。野生動物、家畜およびヒトに影響を及ぼすその他の感染症には、狂犬病、レプトスピラ症、ブルセラ症、結核および旋毛虫症がある

### 種の範囲
どの種が家畜であるかについては、普遍的に合意された単一の定義は存在しない。広く合意されている家畜の種類には、牛肉および乳用の牛、羊、山羊、豚および家禽が含まれる。他の様々な種が馬などの家畜とみなされることもあるが、家禽鳥類は除外されることもある。世界の一部の地域では、家畜には水牛、南米のラクダ、アルパカおよびラマなどの種が含まれる。一部の当局は、人間の消費のために飼育されたミツバチからコオロギに至る昆虫だけでなく、水産養殖における魚、ウサギのようなマイクロ家畜、モルモットのような齧歯類を含むなどより広い定義を使用している。

#### 飼育される主な動物
ウシ
母牛を飼育し、交配させて子牛を得てそれを販売する農家を繁殖農家と言い、子牛を購入して飼養し、主に肉牛として販売する農家を肥育農家と言う。乳牛を飼養し、乳を主に販売する農家については酪農家と言うが、乳牛の加齢等により乳の生産量が採算水準を下回ると乳牛を廃牛にし、肉用として販売することが多い。アメリカ大陸では大需要地である都市から遠く離れた経費の低い地方で繁殖を行い、ある程度育った若牛を群にして数人の騎乗の牧人が数週間をかけて都市に近い牧場へ輸送し、そこで肥育してから屠畜場に送るというスタイルをとる場合も多い。
ブタ
養豚（ようとん）。飼育された豚は、ほとんどが食肉（豚肉）用として出荷される。ペット用の品種であるミニブタの繁殖・販売については、養豚扱いする自治体としない自治体がある。また、イノブタというブタとイノシシのハーフも存在し、発祥地である和歌山県が主産地になっている。
ニワトリ
養鶏（ようけい）。主に採卵（鶏卵）を目的とする場合と、食肉（鶏肉）を目的とする場合。そしてそれらの種鶏を得る種鶏場がある。採卵目的のニワトリが産卵率の低下により廃鶏とされると、通常の食肉にされることはほとんどなく、主に加工食品に利用される。（ごく稀にだが）ペット用として観光牧場やニワトリスト（愛鶏家）に引き取られることもある。また、チャボなどの愛玩鶏の繁殖・販売は、愛玩鶏の多くが天然記念物に指定されている品種が多く、「種保存の意味合い」で養鶏にあたる。
めん羊
羊毛・食肉（羊肉）・乳を目的とする。オーストラリアやニュージーランドに多く、日本では少ない。
ヤギ
毛・食肉・乳を目的とする。観光展示用に飼っている所もある。
ウマ
アメリカ合衆国とオーストラリアが中心。乗用（乗馬）や競馬用の軽種馬・中間種の繁殖・育成が多い。その他、観光用・肉用（馬肉）など雑多。日本では、北海道日高地方と鹿児島県大隅地方が軽種馬の代表的な産地である。一方、肉用馬は青森県南部地方（県の東部）・山梨県・長野県・熊本県が主産地。
ラクダ
中東諸国が中心。肉・乳・毛の採取以外にも、乗用や競駝としての利用がある。
ダチョウ
肉・革・卵・観光用。
アヒル
肉・卵・観光用。
ホロホロチョウ
肉・観光用。和歌山県の名産品。
ミツバチ
養蜂（ようほう）。蜂蜜や蜜蝋などを採取するほか、園芸栽培において受粉をするために飼育する農家も存在する。岐阜県が近代養蜂の発祥地。
カイコ
養蚕（ようさん）。絹糸や蚕沙を採取する。日本の行政では、養蚕は畜産扱いされていない。衰退気味であるが、近年は人工血管や手術用の糸（縫合糸）などの医療用材料として再注目され始めている。
カブトムシ
幼虫の頃から養殖し、成虫になってまもなく全国のデパート等に出荷する。
イヌ
番犬・盲導犬・警察犬など用途は多数。
ガチョウ
肉・卵・羽毛を目的とする。また、ガチョウの脂肪肝化した肝臓が世界三大珍味の一つとして知られるフォアグラであるが、生産過程で強制給餌を伴うことから、動物虐待に当たるとして生産や販売を禁止する動きが広がっている。

### 製品

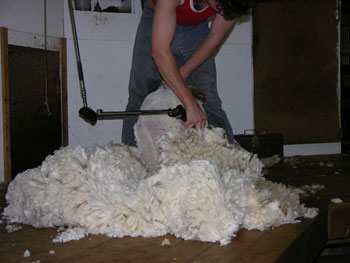
羊毛のためにメリノ羊の毛を刈る様子

動物は、主に肉、羊毛、乳、卵などの多種多様な製品のために飼育されているが、動物性脂肪、アイシングラス、レンネットも含まれる。動物はまた、医療用のワクチンや 、抗血清(抗体を含む)を製造するなど、より特殊な目的のために飼育されている 。飼料やその他の作物が動物とともに栽培される場合、厩肥は肥料としての役割を果たし、半閉鎖的な有機システムでミネラルや有機物を土壌に戻すことができる。

## 流通業の進出
畜産は、もともと農業の一部として行われていたが、近年流通業の食肉加工業者が幅広く契約農家を育成してきたことから、単独で畜産業を営む場合が増えている。食肉加工業者は、将来の出荷量を見越して契約農家に飼料を提供し、飼育させている。契約農家では、自らの投資を押さえた上で経営の拡大を進めることができ、安定した出荷先を確保することができる。
契約農家以外でも、近年の消費量の拡大により市場が発達したため、大規模化・集約化を進めることにより畜産業専業の経営を行えるようになった。なお、既存の田畑は、飼料作物の生産に当てている場合が多い。
また畜産業でも分業が進んでおり、繁殖用の雌畜に良質な子畜を産ませて出荷する畜産農家（→子取り農家）、前記の農家から子畜を買い入れて食用として肥育してから出荷する畜産農家、繁殖から肥育までを一貫して行なう畜産農家などに分かれて専業としている場合もある。
養鶏や養豚といった中小家畜々産は、近年急速な企業化が進み、企業化した農業法人が事業として行うケースが急増している。

## 部門

### 酪農

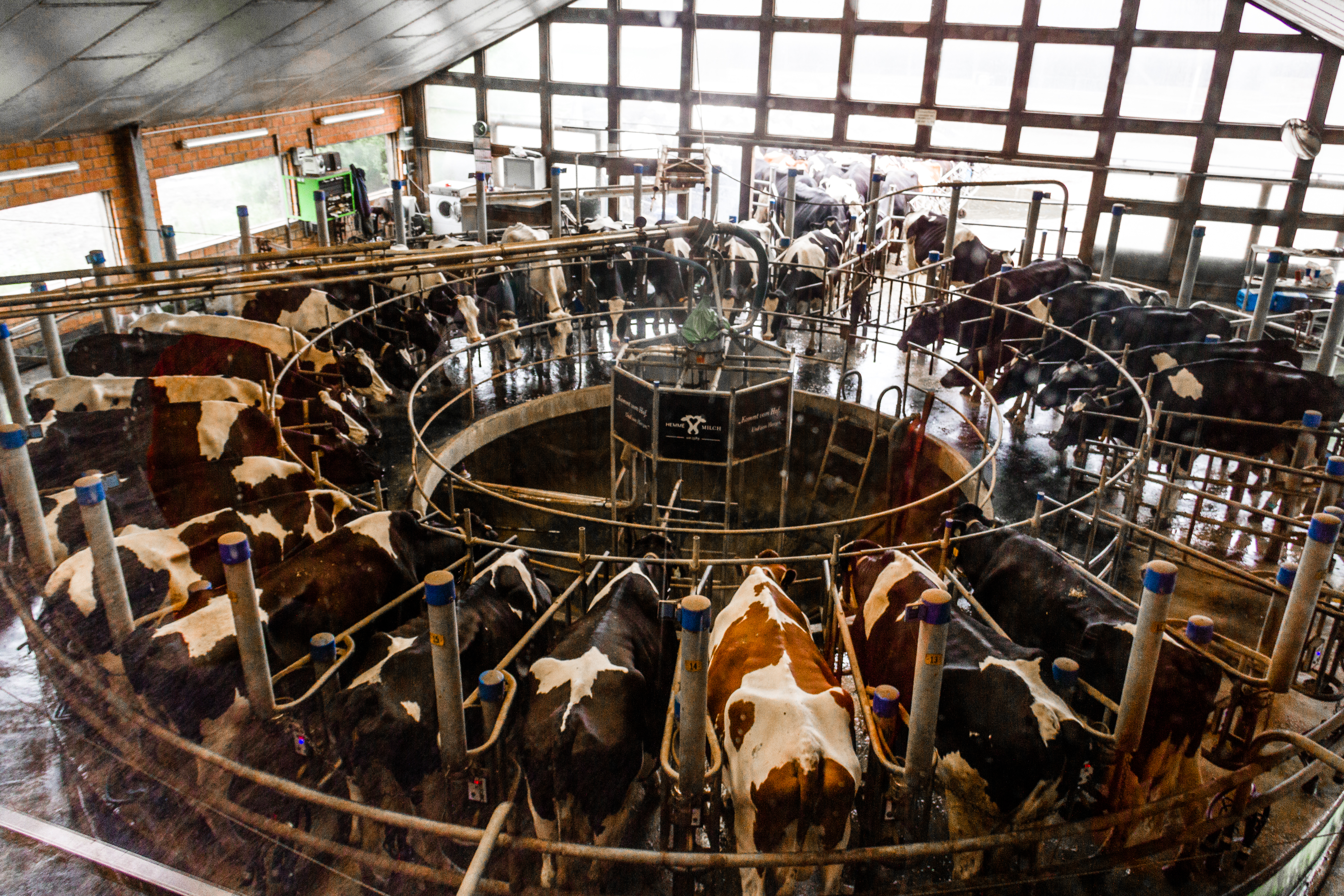
ドイツの近代的なロータリーミルキングパーラー

すべての哺乳類は子供に栄養を与えるために乳を生産するが、牛は主に世界中で人間が消費するための乳と乳製品を生産するために使用されている。この目的のためにそれほど使用されていないその他の動物には、ヒツジ、ヤギ、ラクダ、バッファロー、ヤク、トナカイ、馬、ロバなどがある。
これらのすべての動物は何世紀にもわたって家畜化されてきており、繁殖力、生産性、従順さ、一般的な条件下で繁栄する能力などの望ましい特性のために飼育されてきた。以前は牛は複数の機能を持っていたが、現代の乳牛の繁殖は、経済的に大量の乳を生産する特殊なホルスタイン・フリージャン種を生み出した。人工授精は、農家がその状況に適した特定の特性を選択できるようにするために広く利用可能である。
過去には、牛は家族農場の小さな群れで飼われ、牧草地に放牧され、冬には干し草を与えられていたが、今日では、より大きな牛群、より集約的なシステム、サイレージの給与、および年間を通じて草が刈り取られて牛に運ばれるシステムである「無放牧」の傾向がある。
多くの地域社会では、乳の生産は動物を飼育する目的の一部でしかない。動物は、重荷の動物として、または鋤を引くために、または繊維、肉および皮革の生産のために使用され、は燃料または土壌肥沃度の向上のために使用される。ヒツジおよびヤギは、乳牛に適さない気候および条件下での乳生産に有利である。

### 肉

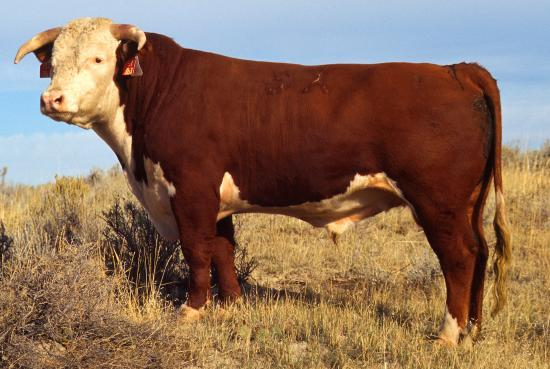
ヘレフォード種は丈夫な肉用牛で、現在世界中の多くの国で飼育されている。

肉は主に家畜からのもので、世界中の食物タンパク質の主要な源であり、平均してヒトのエネルギー摂取の約8%である。実際に食べられる種類は、地域の好み、利用可能性、コスト、その他の要因によって異なり、牛、羊、豚、山羊が主要な種である。牛は一般に1年に1頭の子を産むが、成熟には1年以上かかる。ヒツジとヤギはしばしば双子を産み、これらは1年以内に食肉にされる。豚はより多産で、毎年約11頭の子豚を1回以上産む の子豚を年1回以上産み、20頭以上産む多産系も存在する。馬、ロバ、シカ、バッファロー、ラマ、アルパカ、グアナコ、ビクーニャは様々な地域で食肉用に飼育されている。肉用に飼育された動物のいくつかの望ましい特性には、多産性、丈夫さ、速い成長速度、管理の容易さおよび高い食品変換効率が含まれる。世界の肉の約半分は、放牧地または閉鎖された牧草地で放牧されている動物から生産されており、残りの半分は様々な工場営農システムで集中的に生産されている。これらはほとんどが牛、豚または家禽であり、多くは屋内で、典型的には高密度で飼育されている。

### 家禽

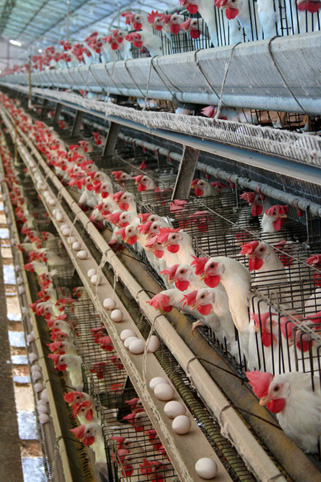
ブラジル、バタリーケージの鶏

卵と肉のために飼われている家禽類には、ニワトリ、シチメンチョウ、ガチョウ、アヒルが含まれる。産卵に使われる産卵鳥の大多数はニワトリである。産卵に使われる採卵用鶏 は、自由に歩き回ることができるが、夜間は保護のために室内で飼われる自由な範囲のシステムから、納屋に飼われ、止まり木、敷わら、ある程度の移動の自由がある半集約的なシステム、ケージで飼われる集約的なシステムまでの様々な方法がある。バタリーケージは、複数の層に長い列に配置され、外部の給餌器、飲水器、採卵設備を備えている。これは最も労力を節約し、経済的な産卵方法であるが、鶏は通常の行動をすることができないので動物福祉の見地から批判されている。
先進国では、肉用に飼育されている家禽の大部分は屋内の大きな小屋で、環境を制御した自動化された装置を用いて飼育されている。この方法で飼育されるニワトリの多くはブロイラーとして知られており、遺伝的改良により、孵化後6~7週間以内に出荷可能体重まで成長させることができるようになっている。新たに孵化した雛は、狭い場所で飼育され、補助的に暖房が与えられる。飼料と水が自動的に供給され、照明が制御される。鳥は数回にわたって収穫されるか、小屋全体が一度に収穫される。
同様の飼育システムは通常、七面鳥にも用いられるが、七面鳥はニワトリよりも丈夫ではないが、成長に時間がかかり、最終的には別個の肥育ユニットに移動されることが多い。 アヒルはアジアとオーストラリアで特に人気があり、商業的な条件下では7週間で食肉にすることができる。

### 養殖

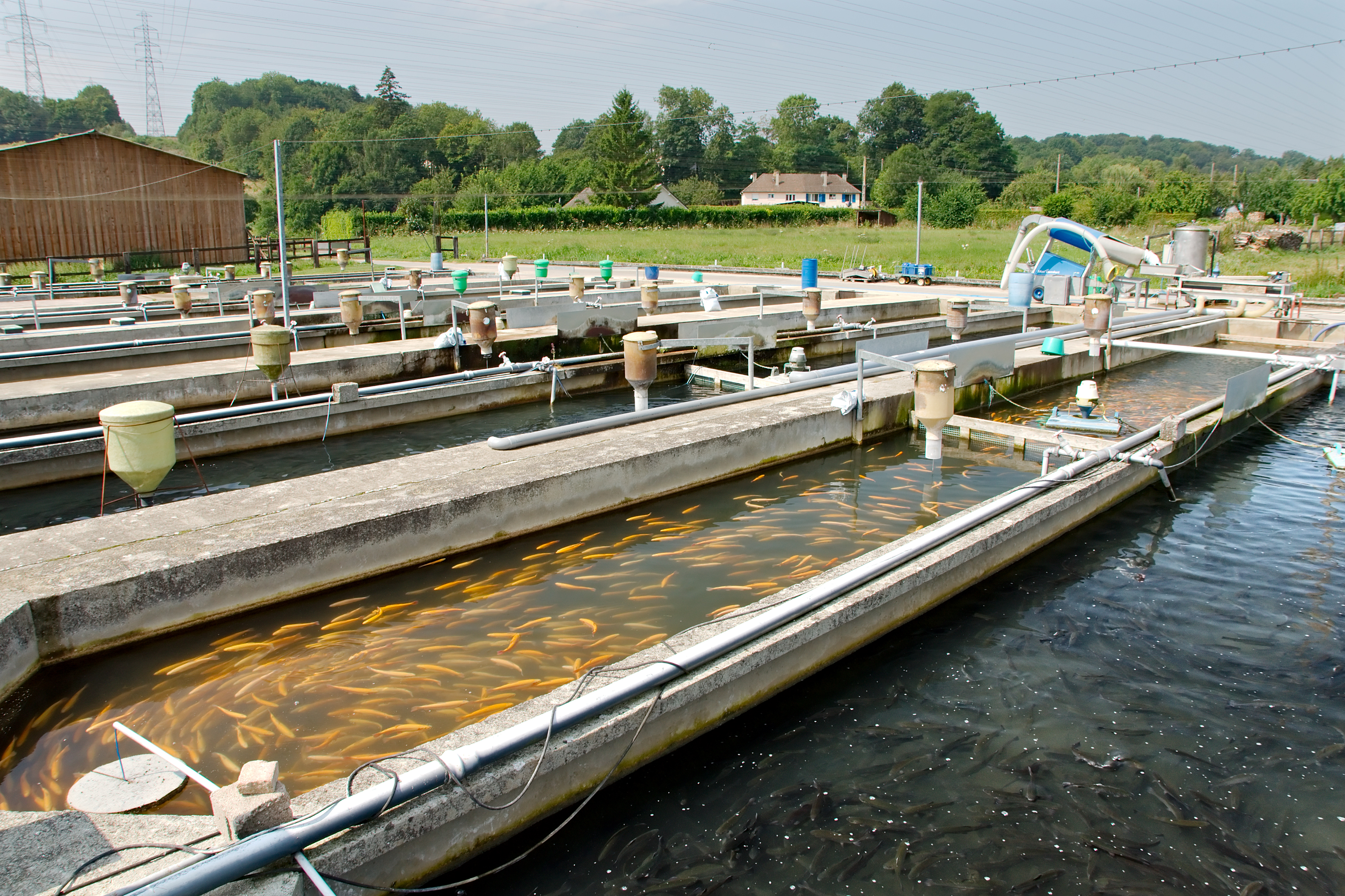
フランスの淡水魚の養殖

養殖は「魚、軟体動物、甲殻類および水生植物を含む水生生物の養殖であり、定期的な貯蔵、給餌、捕食者からの保護など、生産を強化するための育成プロセスへの何らかの形の介入を意味する。養殖はまた、養殖される資源の個人または企業の所有を意味する」と定義されている。 実際には、それは海または淡水で起こり、広範囲または集中的である。湾全体、湖または池は養殖に充てられるか、養殖動物は生簀、人工礁、棚または縄(貝類)に保持される。魚とエビは自然に到着するかまたは導入されるかのいずれかで水田で栽培することができ、両方の作物を一緒に収穫することができる。
魚類の孵化場では、幼魚や稚魚、甲殻類、貝類が養殖システムに利用される。これらが十分な大きさになった場合、それらは成長タンクに移され収穫量に達すると養魚場で出荷サイズまで育養される。孵化場で一般的に飼育されている種には、エビ、サケ、ティラピア、カキおよびホタテなどがある。同様の施設は、保護の必要がある種を野生に放流するための飼育や、釣りのための魚を養殖するために利用される。これらの初期段階での畜産の重要な側面には、繁殖株の選択、水質および栄養の管理が含まれる。野生では、稚魚の段階での大量の死亡率があり、養殖業者はこれを最小限に抑えると同時に成長率を最大にするようにしている。

### 昆虫

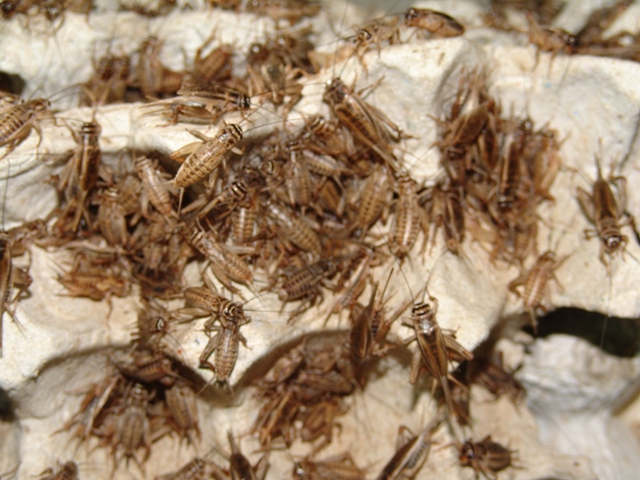
養殖されるコオロギ（タイ）

ミツバチは、少なくとも5000年前のエジプト第一王朝以来、巣に入れられてきた。人間はそのずっと前から野生のハチミツを収穫していた。固定された巣箱は世界の多くの地域で使用されており、地域で入手可能なあらゆる材料から作られている。より先進的な経済では、ミツバチの系統が従順さと生産性のために選択され、様々なデザインの巣が使用されている。そこでは、ハチミツの加工と抽出のために巣枠を取り除くことができる。ミツバチは、彼らが生産するハチミツと蜜蝋を生産する以外にも、作物や野生植物の重要な花粉媒介者として重要であり、多くの地域で、受粉を助けるために巣箱を移動させる。
養蚕は、最初に中国人が唐の時代に採用したもの。商業的に栽培されている唯一の種は、家畜化されたカイコガ。カイコが繭を紡ぐとき、それぞれの幼虫は非常に長く細い絹糸を産生する。幼虫は桑の葉を食べる。また、ヨーロッパでは、桑は落葉樹なので、1年に1世代しか飼育されない。しかし、中国、韓国、日本では2世代が普通で、熱帯地方では複数世代が可能であると考えられる。絹糸の生産のほとんどは極東で行われ、日本では蚕を育てるために合成飼料が使われている。
昆虫は多くの文化において人間の食事の一部を形成している。タイでは、コオロギは国の北部でこの目的のために飼育されており、ヤシオオオサゾウムシの幼虫は国の南部で飼育されている。コオロギは檻や箱または引き出しに入れて飼育され、市販のペレット状の飼料が与えられている。ヤシゾウムシの幼虫はキャベツやソテツの木に生息しており、これらの木が成長する地域に限られている。この地域のもう一つの珍味はタケムシであり、半自然生息地での最良の飼育と収穫技術が研究されている。

## 環境負荷

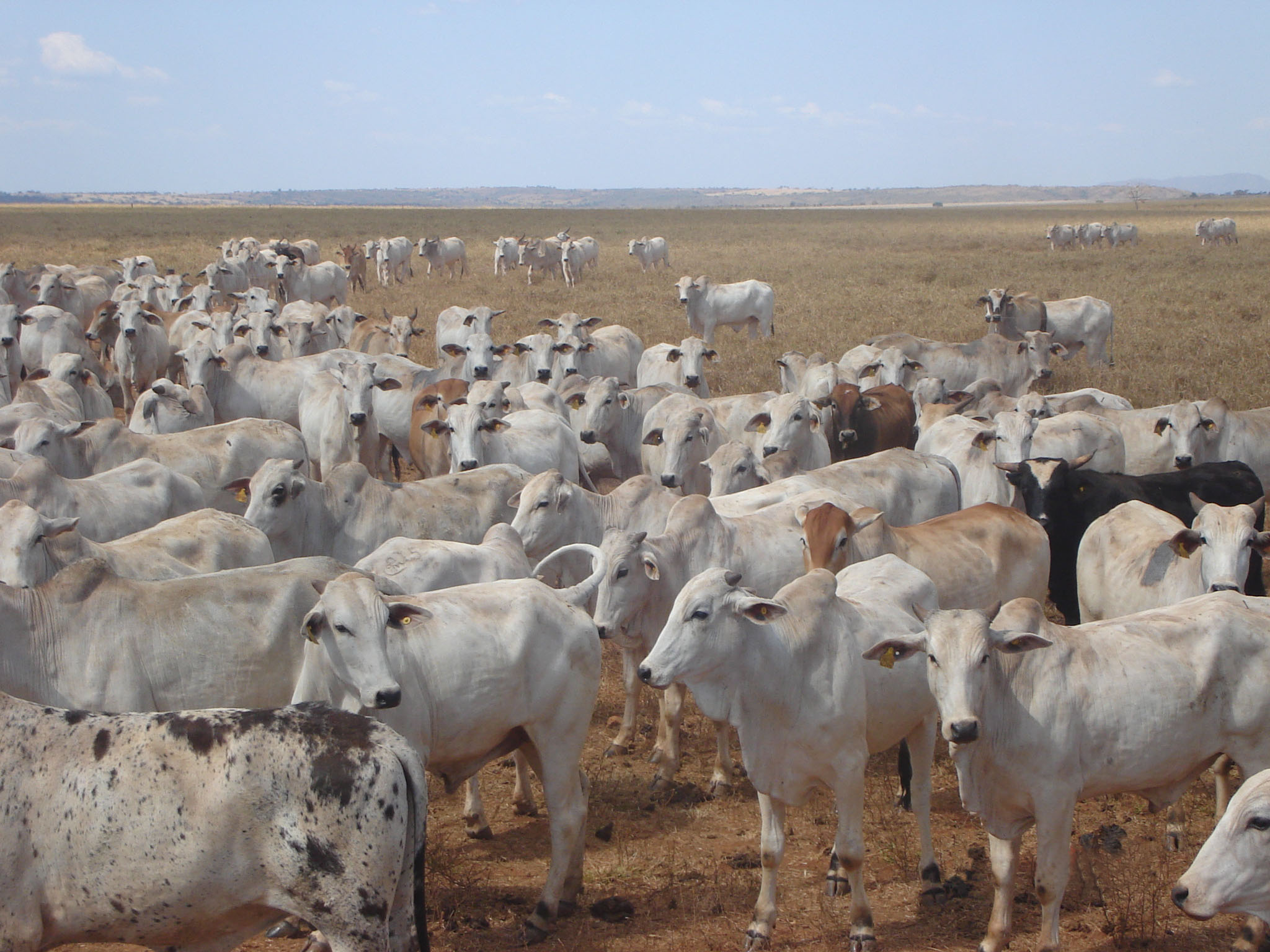
家畜の生産には広い土地が必要。

Worldwatch Institute（英語版）によると、「先進国の食肉消費量の大幅な削減は、公衆衛生を改善し、健康管理の負担を緩和し、放牧地や穀倉地帯の負担を減らし農業資源の再生を促す。また、土地と水資源をより効率的に利用すると同時に、世界の飢えた人々に安い価格で穀物を供給できる」としている。2024年、オランダは指定地域において畜産を閉業した農家に補償金を支払う制度を導入、これにより豚の数は減少している。
畜産には次のような問題があると言われている。

### 資源の消費
畜産は淡水使用の20%から33%を占め、肥沃な土地の3分の1を使用し、食用作物の収穫量のうち36%が畜産の飼料にされたという報告がある。
1970年代、フランシス・ムア・ラッペは、畜産はタンパク質を得る目的としては効率が悪いと述べた。植物から畜産物へのタンパク質変換効率は、鶏肉が40%、豚肉が10%、牛肉が5%というデータがある。また、肉１kgの生産に必要な穀物の量は、牛肉が11kg、豚肉が7kg、鶏肉が4kg（鶏卵なら3kg）とも言われている。
穀物や牧草を家畜飼料にして得られる食肉より、同じ土地面積に人間が直接食べる農作物を作付けする方がより多くの人の食料を生産できる。食用作物を全て人間が直接食べることで、人口扶養力が世界平均ヘクタール (ha) あたり6人（バイオ燃料等その他消費を飼料の4分の1含む）から10.1人に上昇するという試算がある。飼料生産のために消費される化石燃料（温室効果ガス放出の原因となる）や水資源（仮想水を参照）も節約できる。コーネル大学の David Pimentel 教授は、「豆腐タンパク質1カロリーを生産するのに化石燃料は2カロリーしか必要としないが、牛肉タンパク質1カロリーを生産するのには化石燃料が40カロリー必要だ」としている。Water Education Foundation（英語版）は、「カリフォルニア州では1ポンドの牛肉を生産するのに2,464ガロンの水が必要」としているが、1ポンドの小麦を生産するために必要な水はわずか25ガロンである。
ただし、家畜飼料稲は人間の食用種とは品種が異なるため、食用農作物を育てることが難しい土地でも飼料用農作物を作付けすることができる場合もある。

### 地球温暖化
畜産は世界で2番目の温室効果ガス発生産業となっている。FAO（国際連合食糧農業機関）の報告によると、地球温暖化ガスの14.5％は、家畜に由来する。世界最大の食肉会社であるJBSの炭素排出量は2021年までの5年間で50％以上増加しており、排出量がイギリスとほぼ同じ大きさであるとの試算もある。農畜産業からの排出量は温室効果ガスの9～14％を占め、そのうち、反芻家畜の消化管内発酵が40%（CO2等価）、家畜糞尿が16%と農畜産業全体の56%と畜産からの排出が多く、中でも牛のメタン排出量は最も多く消化管内発酵の65-77%を占めている。
また、ウシやヒツジ、ヤギなどの反芻家畜は、温室効果ガスであるメタンガスの主要な発生源の一つとされている。家畜から排出されるメタンガス抑制法についてはさまざまな研究が行われているが、決定的な解決法はまだ見つかっていない。

### 森林破壊
アマゾンでは伐採された森林の7割が畜産の放牧によるもので、牧草地になった面積は45万km2という。牛肉が主な輸出品となっている中米のニカラグアでは、2011年から2016年の5年間に540km2の森林が草地に変わり、牛の放牧が広く見られる。

### 水源汚染（糞尿問題）
畜産業の発達と郊外の都市化が進んだことにより、畜産農家が排出する大量の糞尿、臭気およびハエなどの害虫が住宅街に影響を与える場合が増えている。その土地で長年畜産業を営んできているにもかかわらず、後から移り住んだ者が農家に対して苦情を申し出ている場合が多いが、糞尿の消臭・処理対策に限界があり、後継者不足も伴って廃業を余儀なくされるなど根本的な解決手段は見つかっていない。畜産動物の糞尿の不適正処理で、クリプトスポリジウムや硝酸性窒素等による河川や地下水等が汚染される。

## 問題

### 飢餓
栄養を十分に取れない飢餓人口は、2014年時点で約8億人に達している。1997年から2003年の世界の食用作物41品目の収穫物のうち、36%は家畜飼料とされた。人口がいまの1・25倍の100億人になるとされる2059年には、世界の穀物生産量は約36億トンそのうち家畜飼料が約13億トンとも言われ「家畜栄えて人間滅ぶ」という意見もある。ミリオンセラーとなり各国で翻訳されたフランシス・ムア・ラッペの著書『小さな惑星の緑の食卓』は、飢餓は食糧不足ではなく、効果のない食糧政策によって引き起こされると主張し、食肉産業が世界的な食糧不足の一因となっていることを指摘した最初の本でもある。フランシス・ムア・ラッペは、彼女の多くの著書を通して、世界の飢餓は食糧の不足によって引き起こされるのではなく、飢えた人々が世界に存在する豊富な食糧や食糧生産資源にアクセスできないことによって引き起こされる政治的な問題だと指摘すると同時に、菜食主義のライフスタイルを実践することを主張している。

### 動物福祉
ウィッテンバーグ大学の社会学教授であるデイビット・ニバート は、他の動物の知覚と知性についての民俗学者と生物学者による現代の研究に基づいて、「他の動物の捕獲、奴隷化、使用、殺しの経験は、ほとんどの場合、苦しみと暴力の一つであったと考えられる」と考えている。これには直接的な身体的暴力が含まれていたが、組織的な抑圧と奴隷化のような構造的暴力も含まれていた。その結果、彼らは基本的なニーズを満たすことができなくなり、自己決定権を失い、自然な方法で生きる機会を失ったのである」と彼は言う。考古学的な発掘の間に発見された何千年も前の家畜の残骸は、多くの骨の病変を明らかにし、それは極度の苦しみをあたえた証拠だとした。
「紀元前8500年に発掘されたものは、奴隷にされたヤギや牛の骨の変形を明らかにし、「おそらくこれらの初期の家畜が飼養されていた条件が原因で、ある程度のストレスの兆候がみられた」。青銅器時代初期のヒツジやヤギの骨は、「栄養不足と集中的な搾乳の複合効果の結果として」カルシウム欠乏を反映して、骨の太さが著しく減少している
次のような畜産慣行は、動物福祉の問題が提起されている。

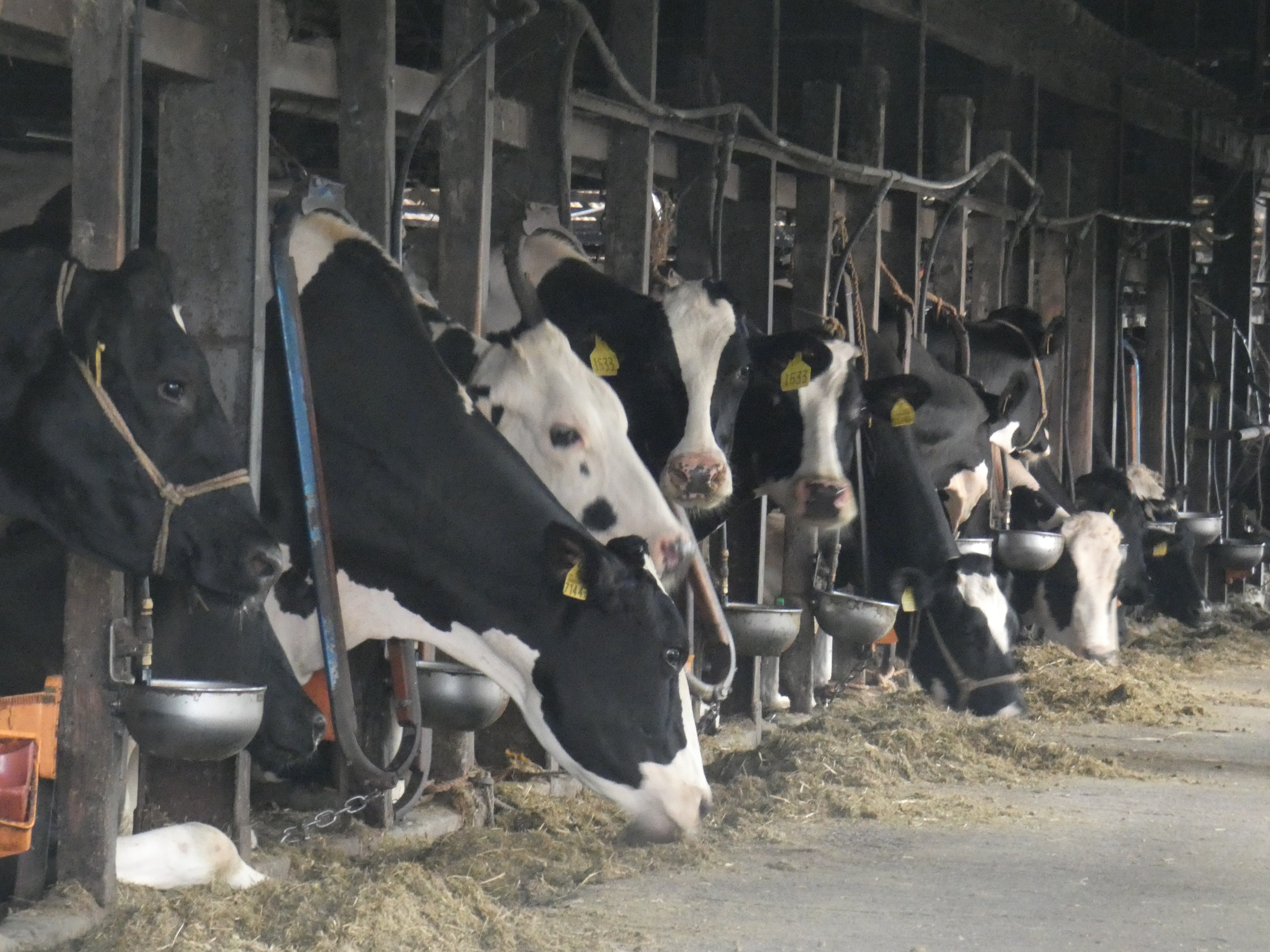
乳牛のつなぎ飼い、日本

- 牛 - つなぎ飼い、去勢、鼻環・耳標、断角・除角、子牛と母牛の引き離し、断尾、ハラール屠畜
- 豚 - 断尾、歯の切断、妊娠ストール、去勢
- 鶏 - バタリケージ、屠殺場での夜間放置、過密飼育、クチバシの切断、放血不良
- かも、アヒル - フォアグラ

多くの人が畜産動物の虐待に反対しているが、その一方でこういった一般的な畜産慣行が知られておらず、畜産動物が適切に扱われているという認識が主流であることも課題である。
- ドッキング (動物)（英語版）

### 動物の権利
現代倫理学では工場畜産は否定されている。動物倫理学は動物と人間の関係を扱うもので、動物解放論はその主要な立場であり、代表的な論者として功利主義のP.シンガーと権利論のT.レーガンが挙げられるが、いずれも工場畜産を否定している。T.レーガンは食物（および狩猟、捕獲、試験、教育、研究）のために動物を利用することに対して明確に反対する立場をとっている。法学者で動物の権利を主張するフランシオンは、一般に不必要な動物への危害は避けるべきだとされているが、肉食も不必要な危害の禁止に反し、やめるべきだと指摘する。また、歴史学者のユヴァル・ノア・ハラリは畜産業を「史上最大の犯罪」だと指摘。ChatGPTを発表した人工知能開発のOpen AIのCEOのサム・アルトマンは「いつか肉食は中止され、私たちはそれを恐怖とともに振り返ることになるだろう。私たちには、より良いモラルへの道を見つけ、そのためのスペースを確保する継続的な義務がある」と言及する

### 差別や偏見
食肉処理業務に対する差別や偏見があり、食肉市場に誹謗・中傷する手紙やハガキが送られることがある。

## 外国人労働者の畜産業従事状況
海外同様、国内でも農畜産業従事者が減少している。そういった中、日本国内の外国人畜産労働者数は、およそ1万人前後と推計されている。一方国内の畜産経営（単一経営）に雇用されている常雇労働者数は4万3475人（2015年）であり、外国人畜産労働力はすでに常雇労働力の2～3割程度を占めるに至っているものとみられる。